# De oneindige slijmfilm
De oneindige slijmfilm is een Nederlandse speelfilm uit 2023, geregisseerd door Martijn Smits. Het is de vierde film uit De grote slijmfilm-reeks en het vervolg op De allergrootste slijmfilm uit 2022. De film trok meer dan 100.000 bezoekers. Huub Smit, Sergio Hasselbaink en Noel Deelen speelden hun rol eerder in Popoz.

## Rolverdeling
| Acteur             | Personage          |
| ------------------ | ------------------ |
| Bibi               | Indy               |
| Matheu Hinzen      | Benji              |
| Ilse Warringa      | Xenia Kobalt       |
| Aberi Harushaimana | Marvin             |
| Zafanya Kersten    | Dounia             |
| Denise Aznam       | Puck               |
| Aaron Bezemer      | Timo               |
| Quinn Bezemer      | Tim                |
| Ferdi Stofmeel     | Joost              |
| Milan van Weelden  | Braat              |
| Joep Vermolen      | Silvo              |
| Huub Smit          | Politieagent Ivo   |
| Sergio Hasselbaink | Politieagent Randy |
| Noel Deelen        | Coco               |